# Calandrinia monandra
Calandrinia monandra är en källörtsväxtart som först beskrevs av Hipólito Ruiz López och Pav., och fick sitt nu gällande namn av Dc. Calandrinia monandra ingår i släktet sidenblommor, och familjen källörtsväxter. Inga underarter finns listade i Catalogue of Life.